# Cobanus perditus
Cobanus perditus är en spindelart som först beskrevs av Banks 1898.  Cobanus perditus ingår i släktet Cobanus och familjen hoppspindlar. Inga underarter finns listade i Catalogue of Life.